# National Aquarium
Koordinaten: 39° 17′ 7,4″ N, 76° 36′ 30,3″ W

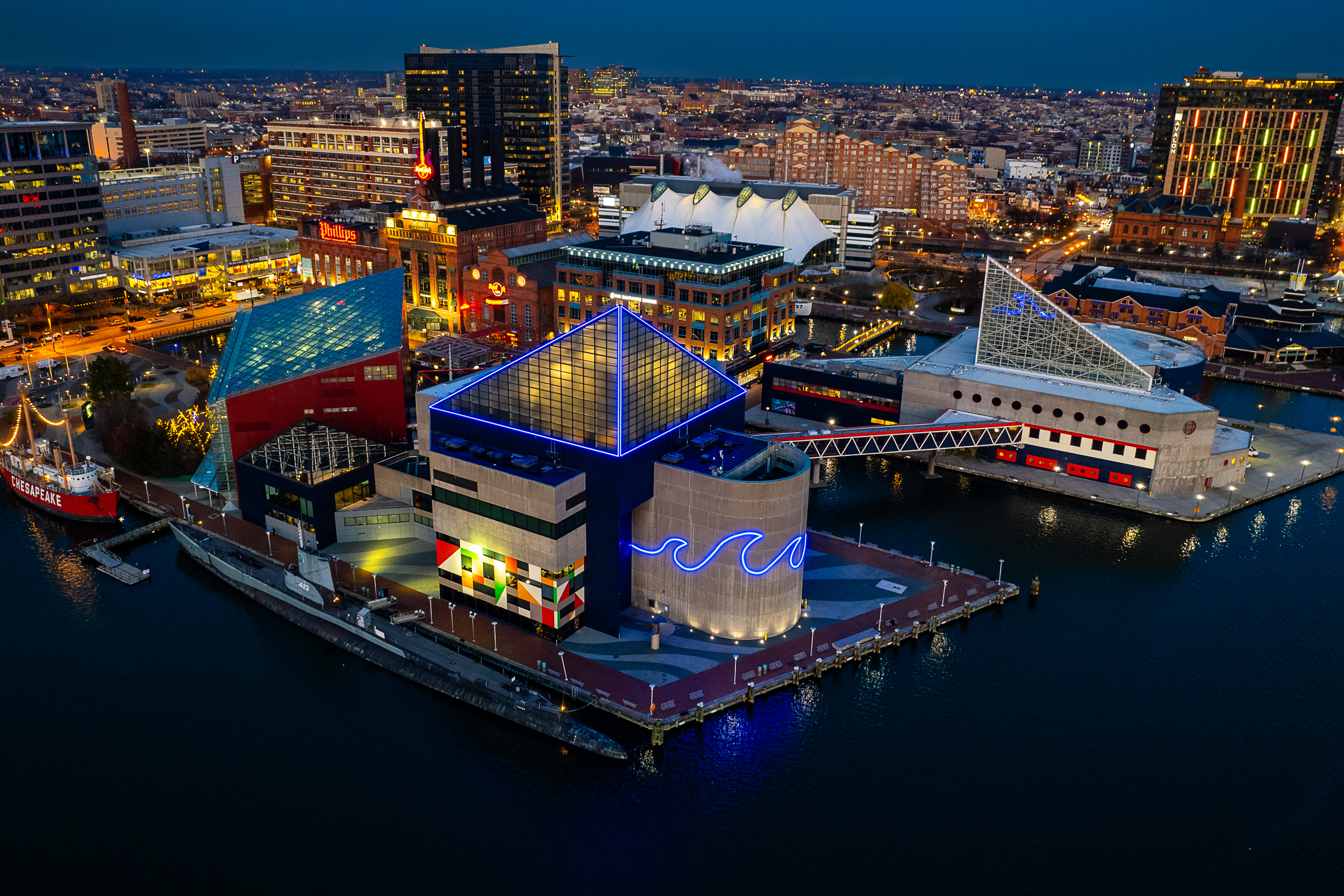
National Aquarium bei Nacht, im Vordergrund links das Feuerschiff Chesapeake, rechts U-Boot USS Torsk

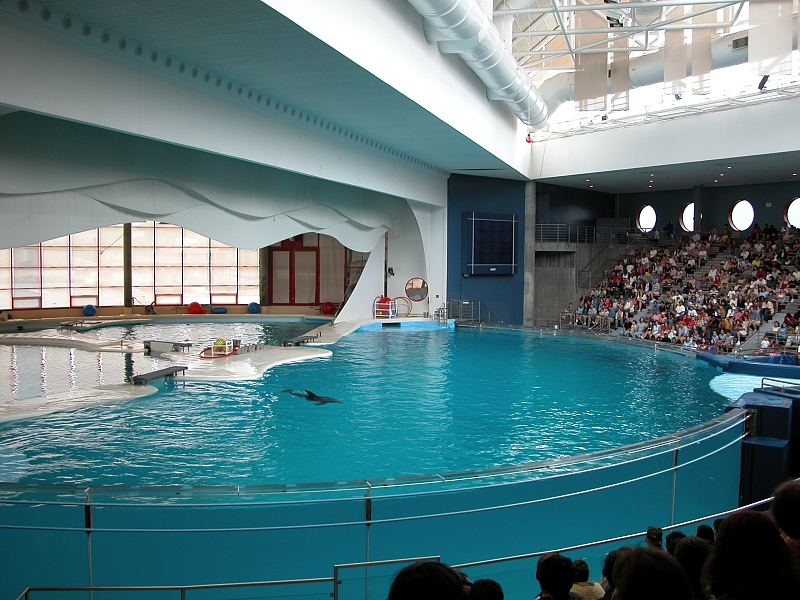
Tümmler-Schaubecken

Das National Aquarium, ehemals als Baltimore Aquarium und National Aquarium in Baltimore bezeichnet, ist ein Schauaquarium in Baltimore im US-Bundesstaat Maryland. Das Aquarium liegt direkt am Inner Harbor. Es ist bei der Association of Zoos and Aquariums (AZA) akkreditiert, arbeitet als Non-Profit-Organisation und wird pro Jahr von mehr als einer Million Gästen besucht.

## Geschichte
Das erste öffentliche Aquarium der USA wurde 1873 in Woods Hole in Massachusetts  gegründet. 1878 zog dieses Aquarium nach Washington, D.C. um und wurde 1932 in der unteren Ebene des Gebäudes des dortigen Handelsministeriums (United States Department of Commerce) untergebracht.
In den 1970er Jahren hatte William Donald Schaefer, der damalige Bürgermeister von Baltimore, die Idee, ein Aquarium als neue Attraktion im Rahmen der Sanierung des Baltimore Inner Harbor zu bauen. 1976 stimmten die Einwohner von Baltimore City in einem Referendum diesem Plan zu. Am 8. August 1978 begannen die Erdarbeiten für das neue Aquarium am Pier 3. 1979 erhielt es vom Kongress der Vereinigten Staaten den Status „National“. Das National Aquarium in Baltimore wurde am 8. August 1981 eröffnet. 1982 wurden die Bundesmittel für das parallel betriebene National Aquarium in Washington, D.C. gestrichen. Um eine Schließung zu verhindern, wurde die National Aquarium Society gebildet.
Da das Aquarium in Baltimore eine große Anziehungskraft beim Publikum erzielte, wurde mit der Anlage am Pier 4 im Dezember 1990 eine erste Erweiterung eröffnet. 2005 folgte mit dem Glass Pavillon (Pavillon Australia: Wild Extremes) die nächste Erweiterung. Der Verwaltungsrat der National Aquarium Society in Washington D.C. hatte vorab eine Allianzvereinbarung mit dem Verwaltungsrat des National Aquarium, Baltimore geschlossen, die es ermöglichte, dass beide Aquarien eng zusammenarbeiten. Im Jahr 2013 wurde das National Aquarium, Washington, D.C. aufgrund von notwendigen Renovierungen und Umstrukturierungen im Handelsministerium permanent geschlossen. Etwa 1700 Tiere wurden vom Aquarium in Baltimore übernommen, das somit das alleinige National Aquarium der USA wurde.

## Anlagenkonzept und Tierbestand
Das National Aquarium zeigt mehr als 10.000 Tiere, es besteht aus drei Gebäuden (Blue Wonders, Glass Pavillon und Pier 4), die unterschiedliche Schwerpunkte setzen. Für die Besucher stehen Cafés und Andenkenläden zur Verfügung. In einem 4D-Theater werden Filme zu Kraken, Haien und Wasserschildkröten vorgeführt.

### Blue Wonders
Das als Blue Wonders bezeichnete fünfstöckige Bauwerk ist das Hauptgebäude des Aquariums. Es enthält in der untersten Etage mehrere Ozeanschaubecken mit großen Fenstern u. a. für Schwarzspitzen-Riffhaie. Darüber befindet sich eine Landschaft, die Tiere zeigt, die in Maryland beheimatet sind. Die Betrachter verfolgen einen nachgebildeten Maryland-Fluss von seiner Quelle in den Allegheny Mountains über einen Sumpf- und Küstenstrand bis zur Mündung im Atlantischen Ozean. Weiterhin gibt es ein nachgebildetes Korallenriff, die Süßwasserfauna des Amazonasbeckens sowie im Obergeschoss eine tropische Regenwaldlandschaft mit Baumsteigerfröschen und Reptilien.

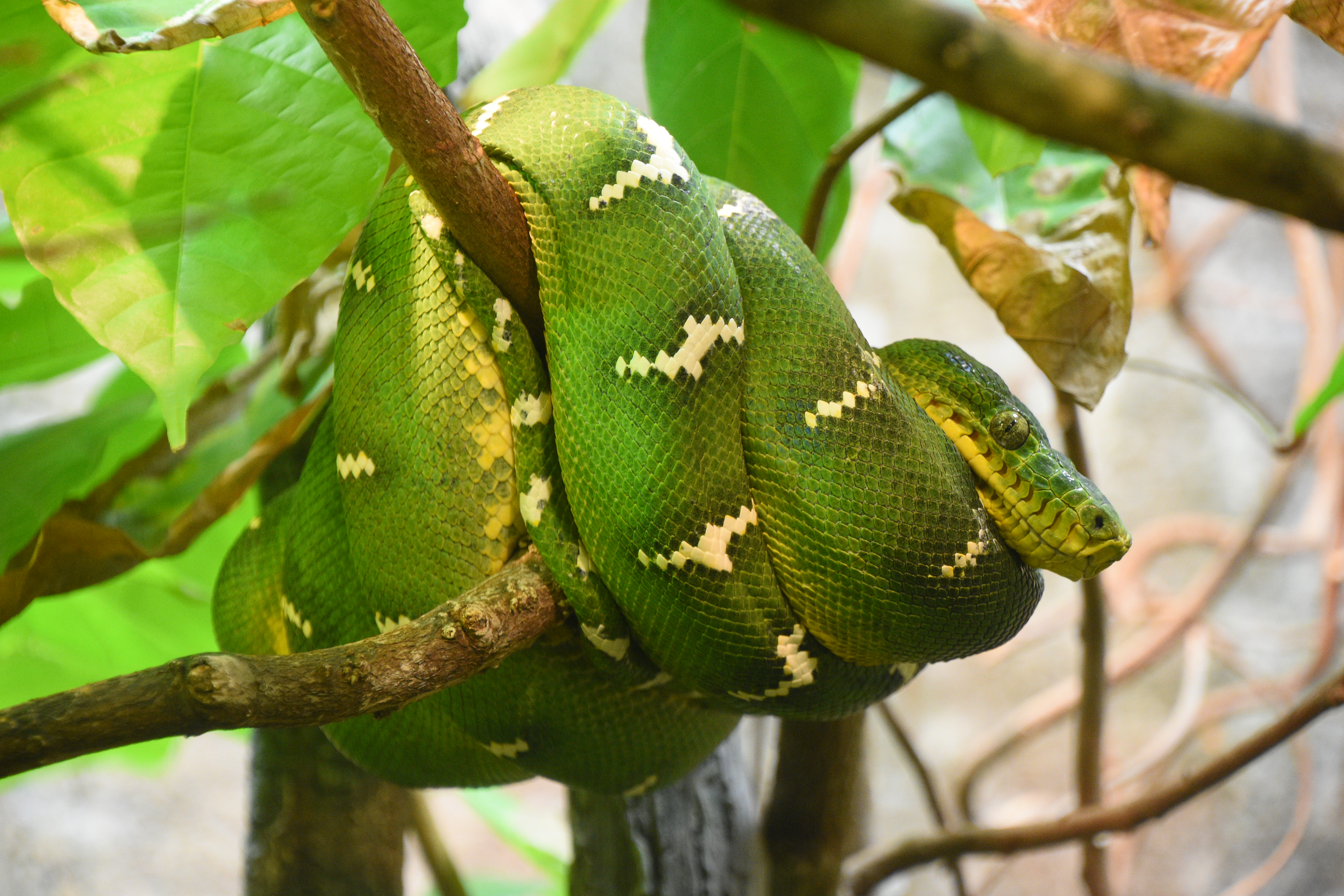
Grüner Hundskopfschlinger
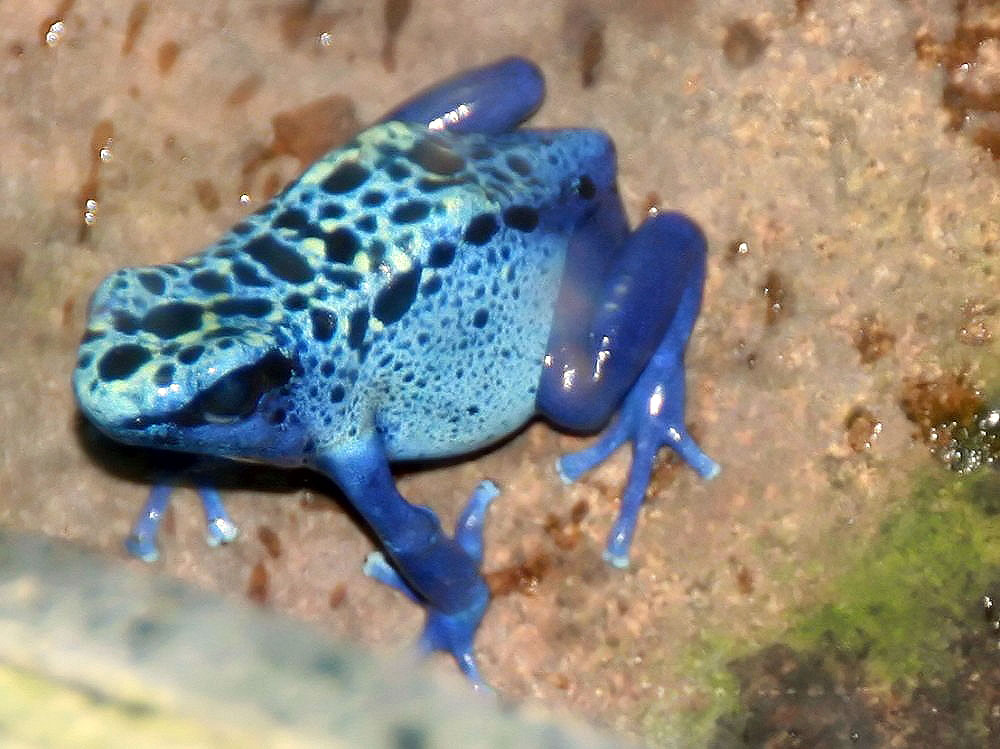
Blauer Baumsteiger
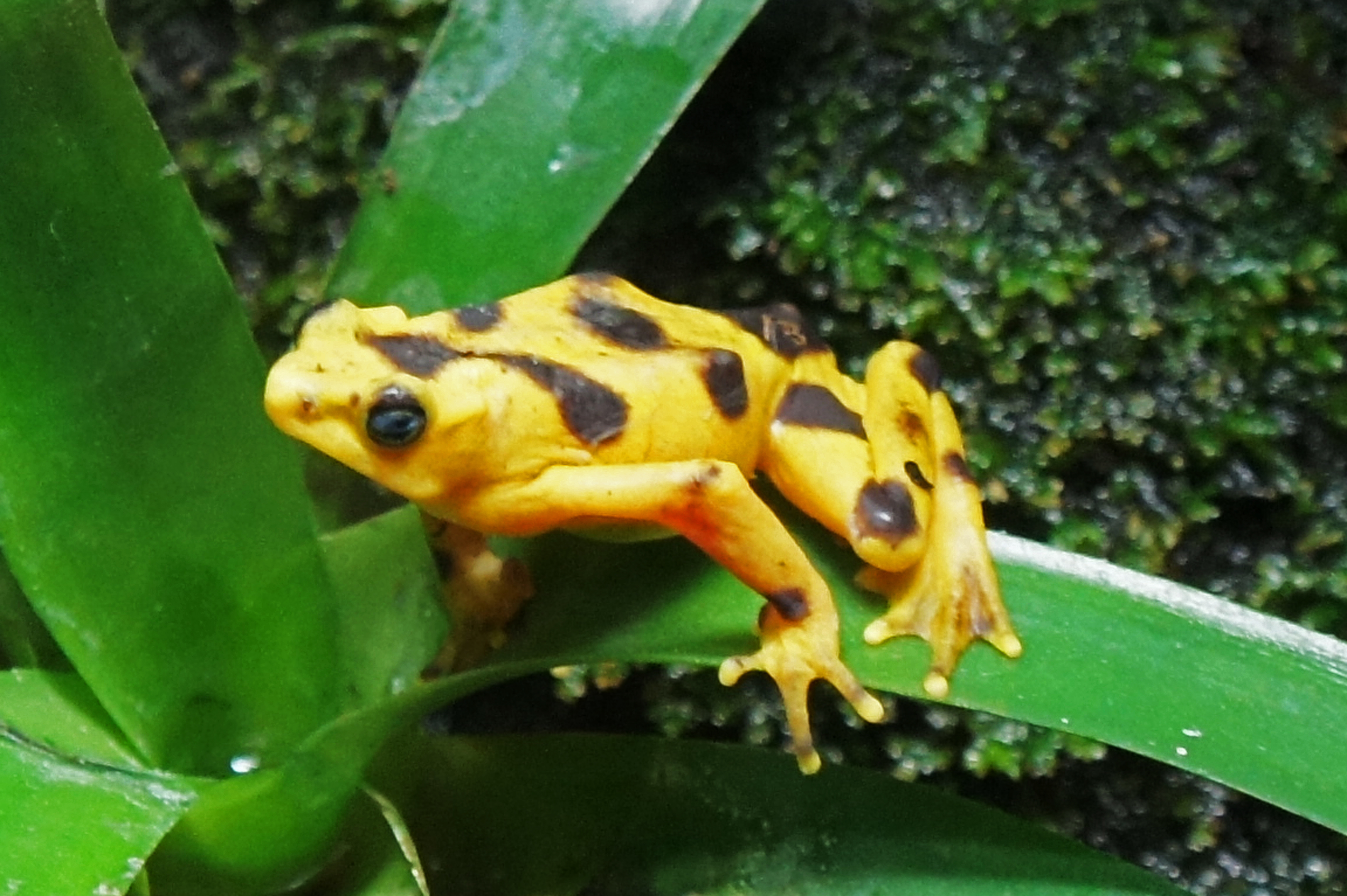
Panama-Stummelfußfrosch
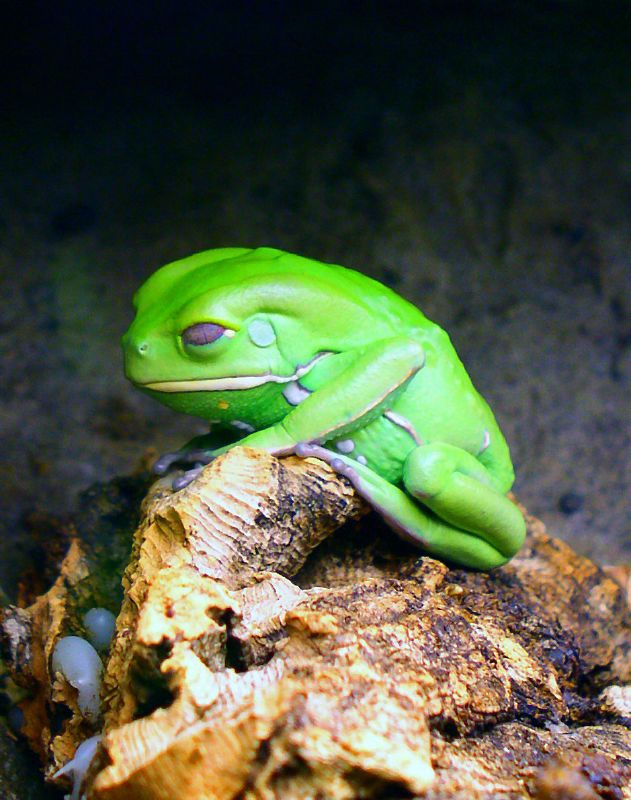
Warziger Makifrosch

### Glass Pavillon
Dieses Gebäude wird auch Australia: Wild Extremes genannt und enthält eine große begehbare Freiflughalle, in der Papageien und weitere Vogelarten frei fliegen. Eine spezielle Ausstellung repräsentiert eine nachgebildete Fluss- und Schluchtenlandschaft in Australien, in der die aquatische australische Fauna gezeigt wird. Es werden auch extreme australische Klimaereignisse wie Feuer, Dürre und Überschwemmungen dargestellt. Zu den gehaltenen Tieren zählen Süßwasser-Krokodile, Schildkröten, Schlangen und Echsen.

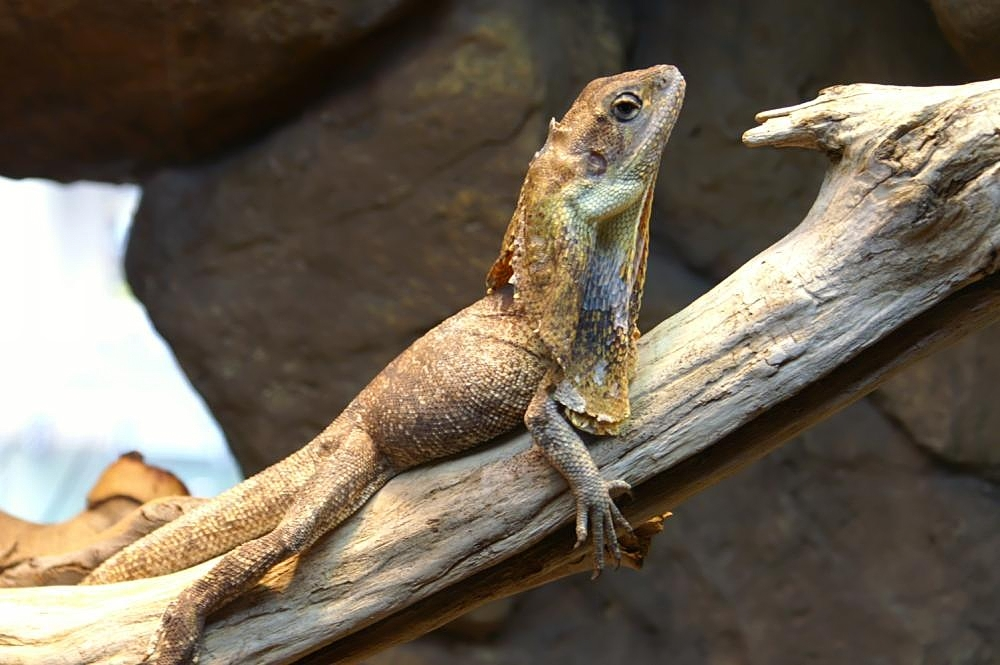
Kragenechse
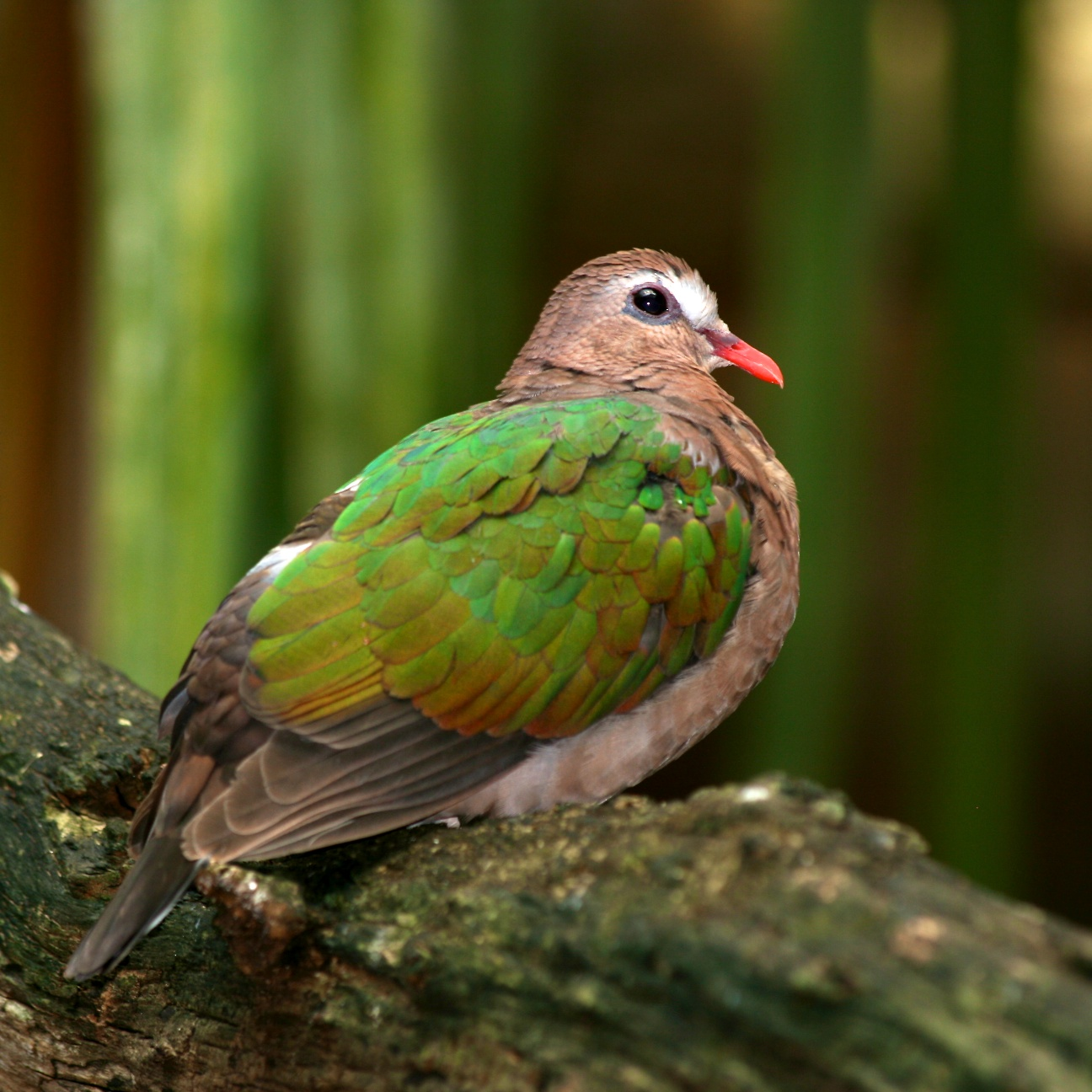
Graukappen-Glanztaube
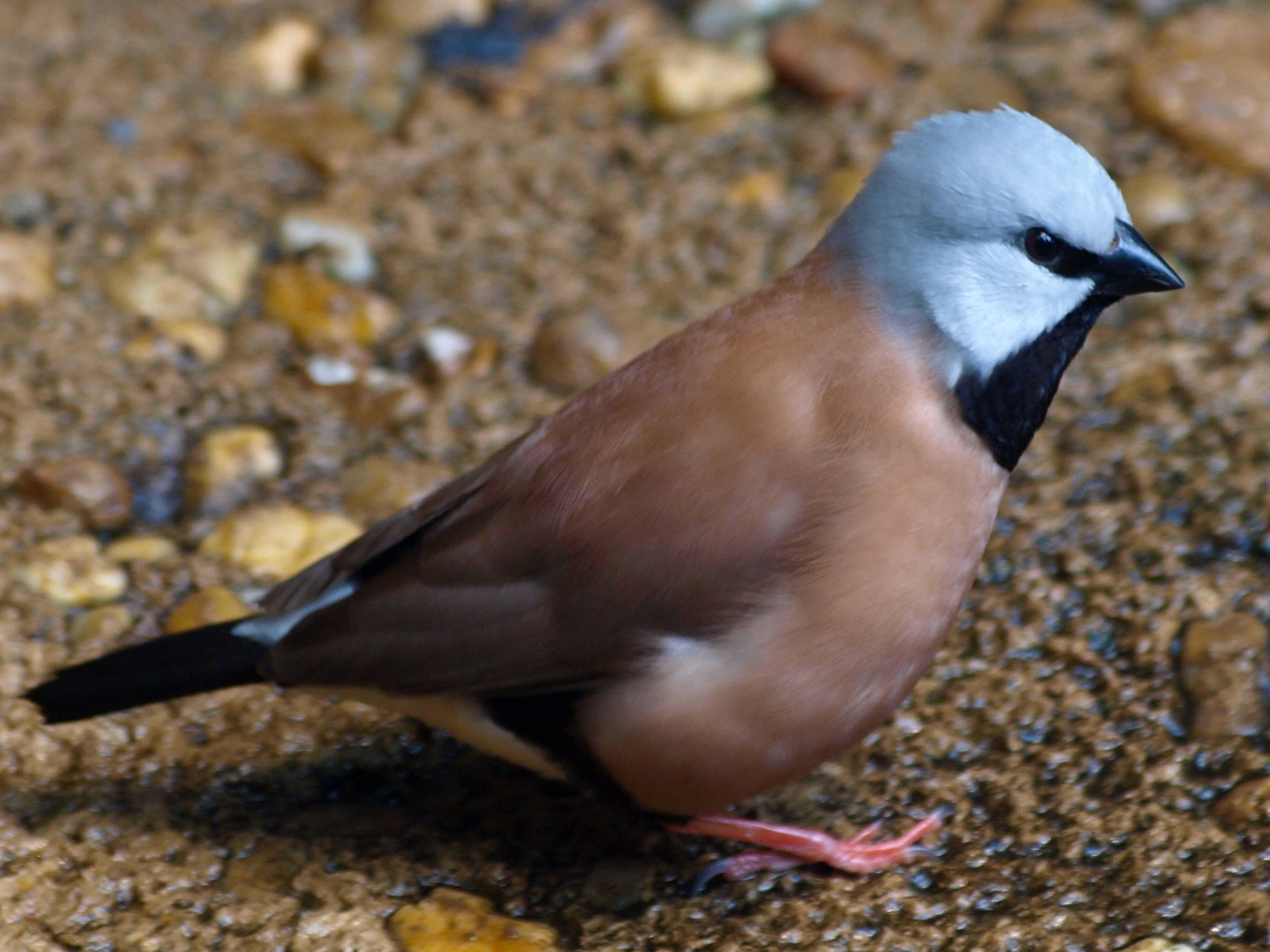
Gürtelamadine
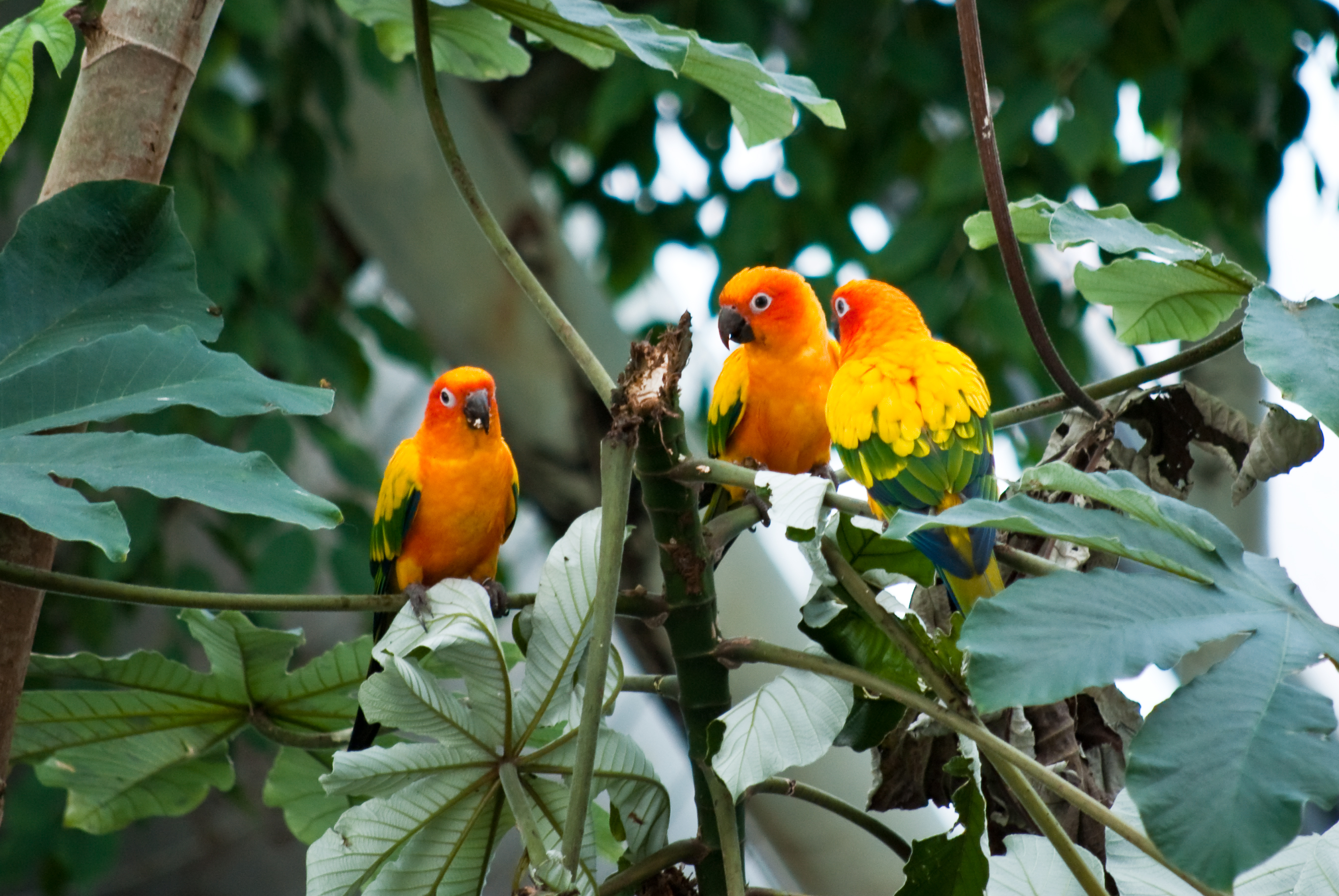
Sonnensittiche
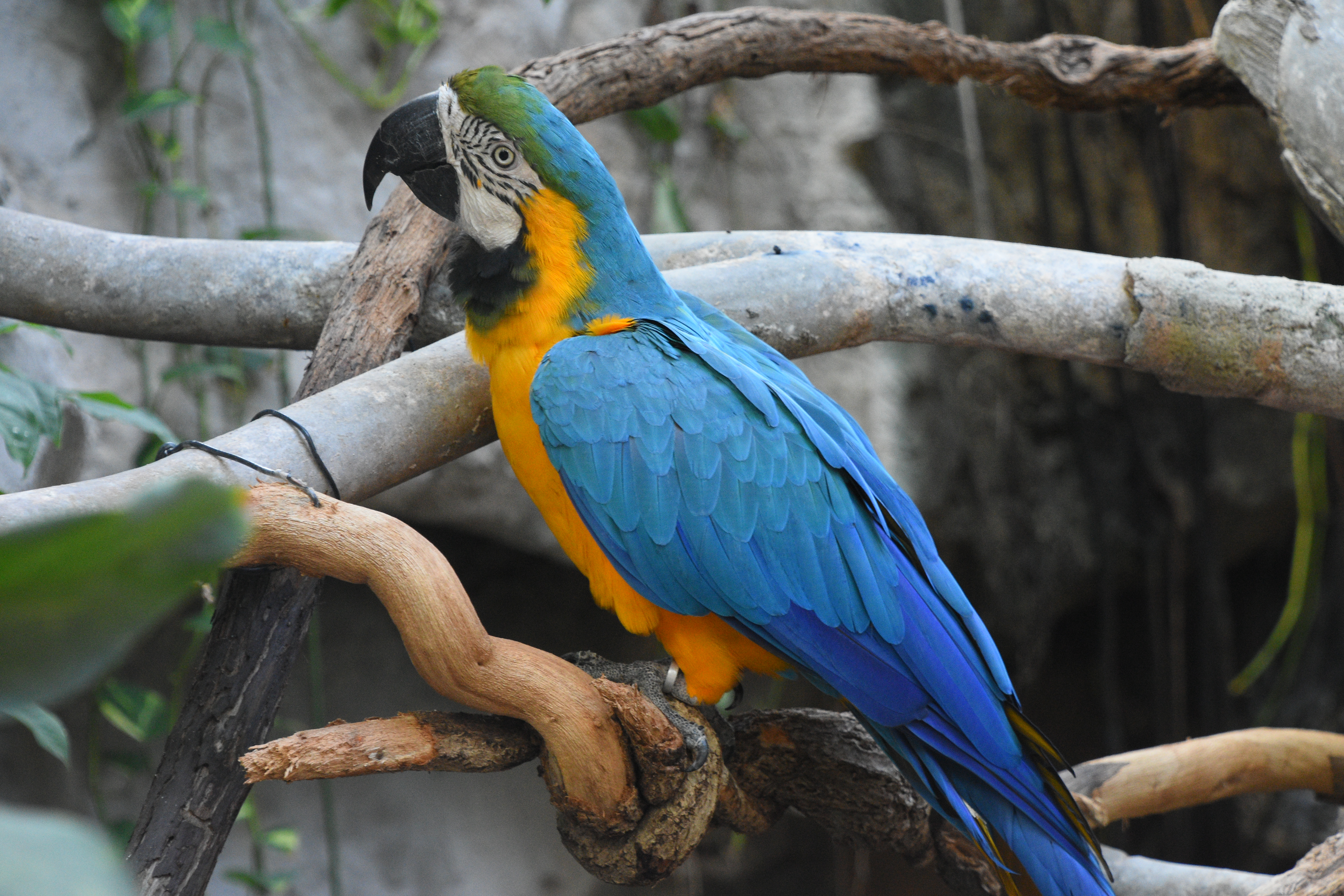
Gelbbrustara

### Pier 4
Das Gebäude auf Pier 4 ist über eine Brücke vom Hauptgebäude aus erreichbar. Es enthält aquatische Säugetiere. In einem halbkreisförmigen Amphitheater werden den Besuchern Vorführungen mit den zu den Delfinen zählenden Großen Tümmlern in einem 4,54 Mio. Liter fassenden offenen Becken geboten. Gäste können außerdem an Tümmler-Trainingseinheiten, Fütterungen und Gesprächen mit Delphin-Experten teilnehmen.
Aufgrund anhaltender Kritik, dass große Meeressäugetiere in Gefangenschaft nicht artgerecht gehalten werden können, entschieden die Verantwortlichen des Aquariums, ihre Tümmler in ein besser geeignetes Seeschutzgebiet umzusiedeln. Der Plan sieht vor, die Tiere in ein abgegrenztes Seegebiet, das die 275-fache Größe des bisherigen Beckens besitzt, zu verlagern, wo sie weiterhin betreut werden. Die Herstellungskosten für ein solches Projekt belaufen sich auf rund 15 bis 20 Mio. US$. sowie weitere 2,0 bis 2,5 Mio. US$. jährlich für den Unterhalt. Ein passendes Gebiet zu finden gestaltet sich schwierig. Infrage kommen Küstenabschnitte an den Amerikanischen Jungferninseln sowie an der Küste Puerto Ricos (Stand Ende 2023). Die Umsiedlung soll bis Ende 2026 abgeschlossen sein.
Im Pier 4 ist außerdem eine Ausstellung von Quallen unter dem Namen Jellies Invasion: Oceans out of Balance vorhanden, wo darauf hingewiesen wird, dass bei bestimmten klimatischen Bedingungen Massenvermehrungen dieser Tiere auftreten können.

## Arterhaltungs- und Schutzprogramme
Das National Aquarium beteiligt sich an lokalen, regionalen und globalen Naturschutzinitiativen, die Lösungen zum Schutz des Wasser- und Meereslebens zum Ziel haben und die Lebensräume der Wildtiere bewahren sollen. Beispielsweise wurden Hunderte von Meeressäugetieren und gefährdete Meeresschildkröten aus der gesamten mittleren atlantischen Region geborgen, versorgt und an sicheren Orten wieder freigesetzt. Im Rahmen von Schulungsprogrammen werden Jahr für Jahr Tausende von Studenten in den Fächern Natur- und Umweltschutz ausgebildet.
Im Jahr 2023 erhielt das National Aquarium vom Umweltministerium des Bundesstaates Maryland (Maryland Department of the Environment) den Sustainability Leadership Award für ein starkes Engagement im Bereich Nachhaltigkeit sowie für messbare Ergebnisse und kontinuierliche Verbesserungen im Umwelt- und Naturschutz.

## Galerie
Die folgenden Bilder zeigen einige aquatische Tiere aus dem Bestand des National Aquariums:

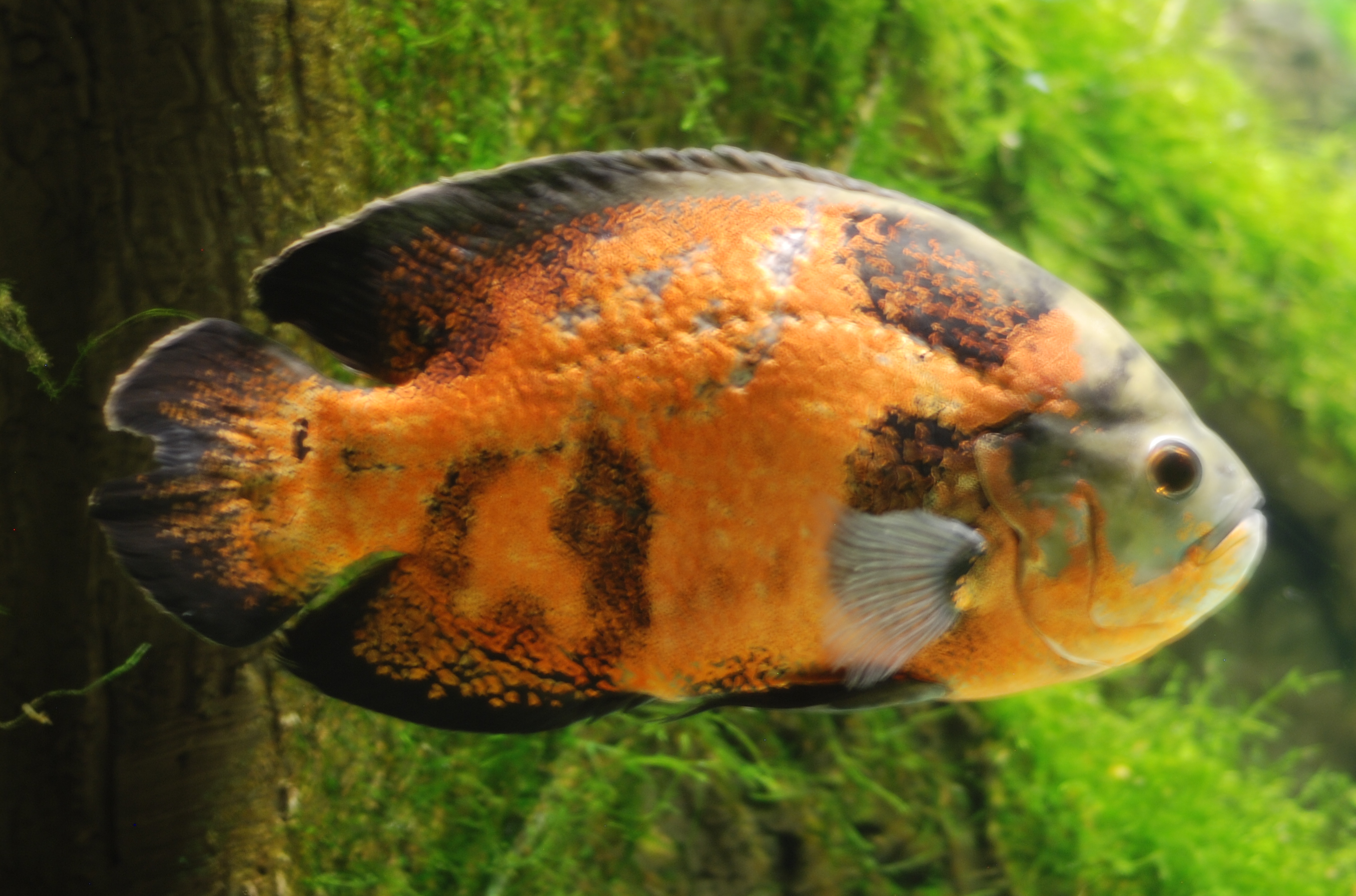
Pfauenaugenbuntbarsch
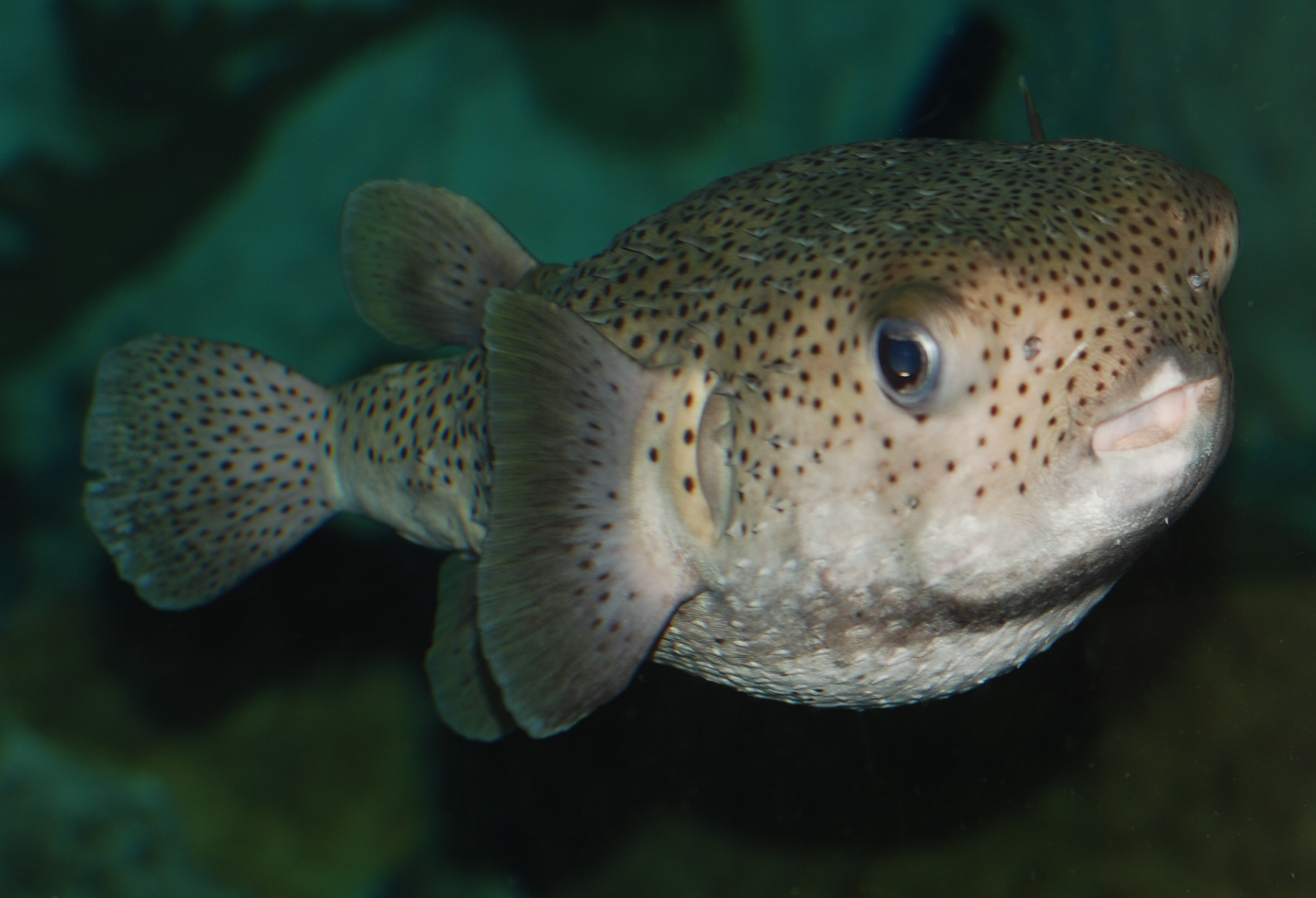
Kugelfisch
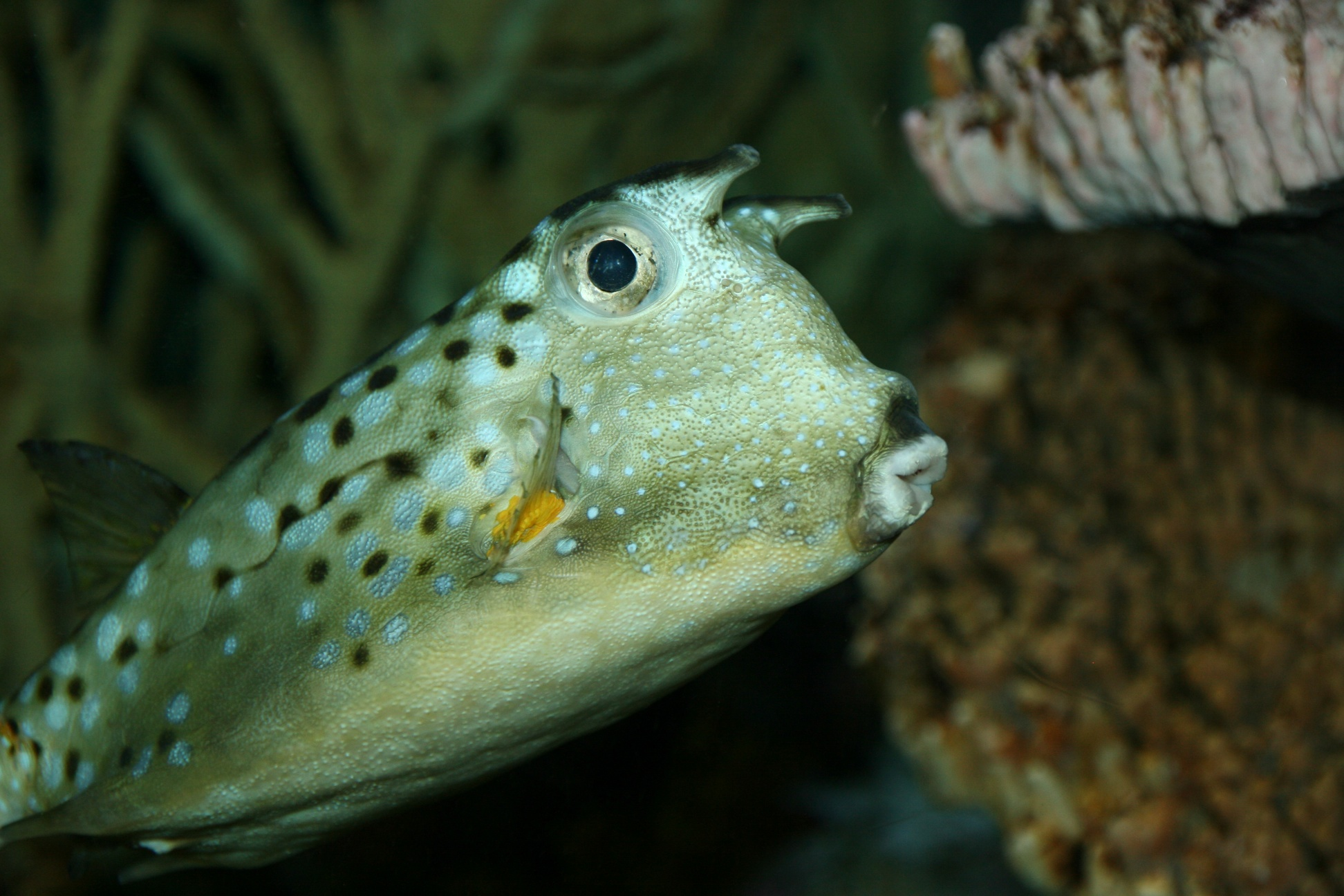
Kofferfisch
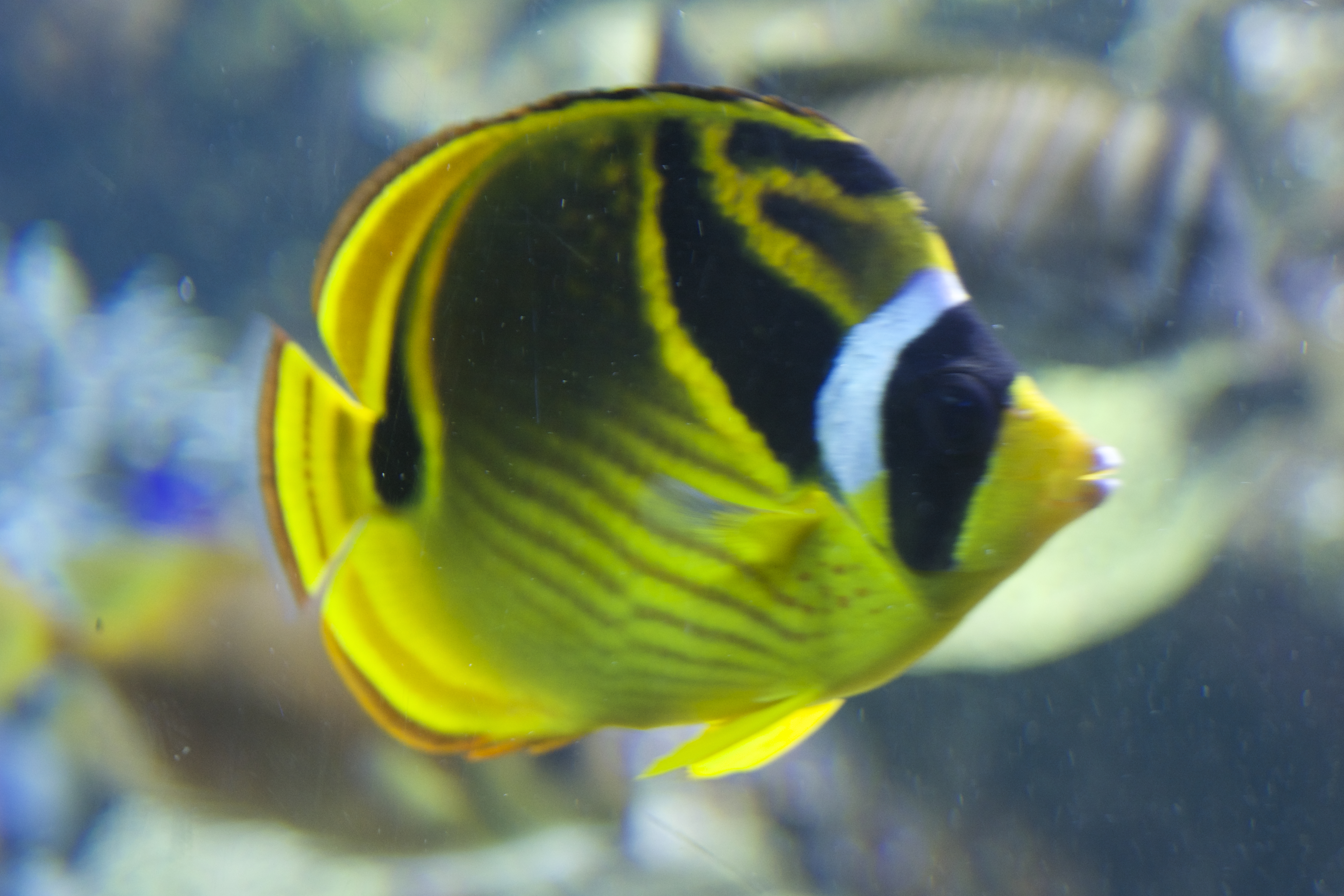
Mondsichel-Falterfisch
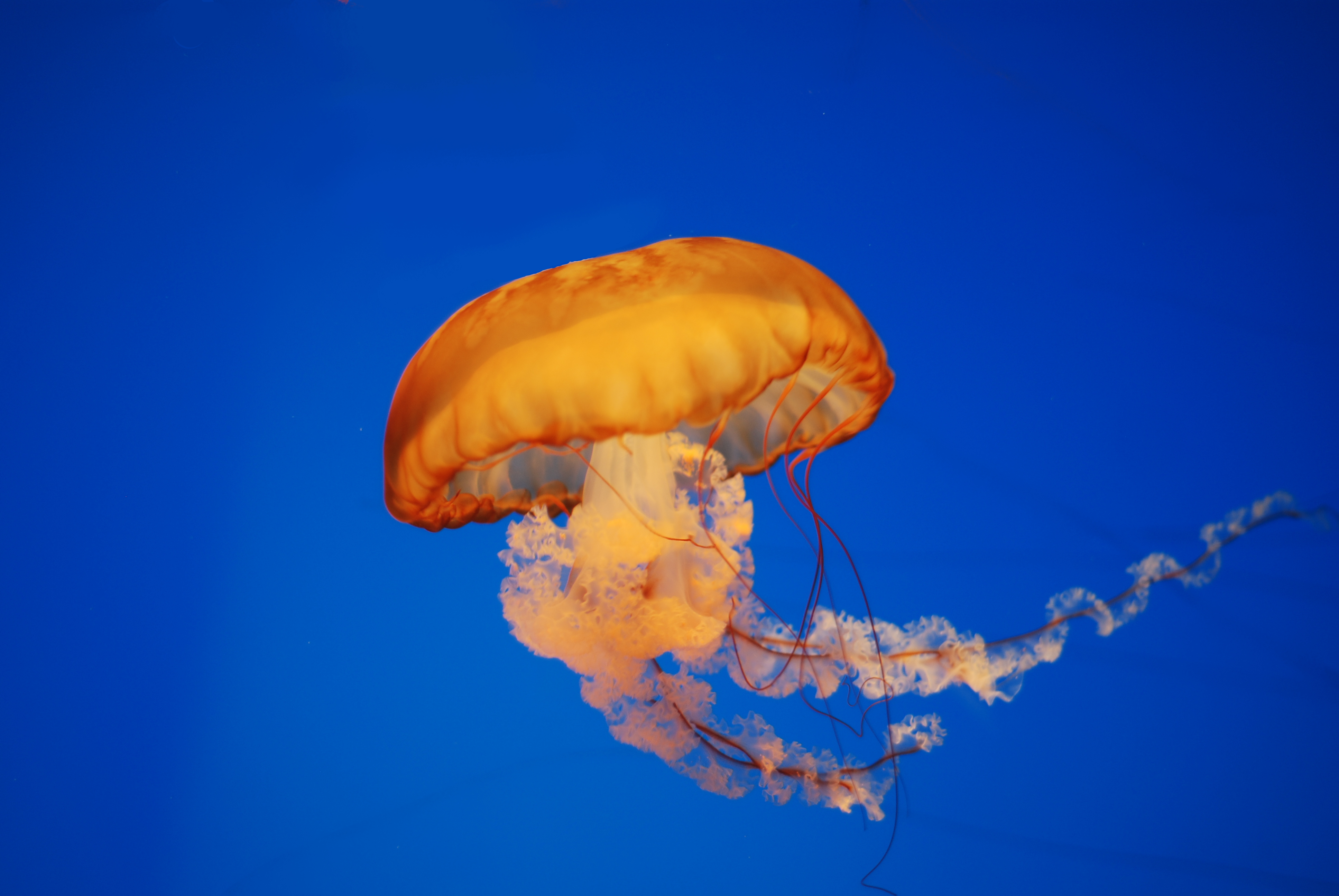
Chrysaora fuscescens (Qualle)